# Stealer: Ilgop gae-ui Joseon tongbo
Stealer: Ilgop gae-ui Joseon tongbo (스틸러: 일곱 개의 조선통보?), noto anche con il titolo internazionale Stealer: The Treasure Keeper, è un drama coreano trasmesso su tvN dal 12 aprile 2023.

## Trama
Hwang Dae-myung è un ispettore all'apparenza svogliato e scansafatiche, ma in realtà è un abilissimo ladro che ruba opere d'arte; comportandosi come una sorta di Robin Hood, le sue prede sono esclusivamente persone facoltose che a loro volta hanno ottenuto tali oggetti comportandosi in maniera disonesta. Con il passare del tempo, il suo segreto inizia però a essere svelato.